# Kvercetin
Kvercetin se smatra pretečom i predstavnikom svih bioflavonoida zbog toga što je njegova kemijska struktura osnovni "skelet" većine drugih bioflavonoida, uključujući rutin, hesperidin i dr. Neki znanstvenici ga zovu još i kraljem flavonoida.
U brojnim studijama kvercetin se pokazao kao najaktivniji od većine bioflavonoida, a brojne ljekovite biljke svoju aktivnost duguju upravo kvercetinu. Pokazalo se da je kvercetin dobar protuupalni agens jer izravno blokira nekoliko početnih stadija upalnog procesa. Primjerice, kvercetin blokira sintezu i oslobađanje histamina i drugih medijatora upale. Osim toga dokazano je jak antioksidant, pa štiti LDL-kolesterol od oksidacije, na taj način smanjuje opasnost od njegova nakupljanja na unutarnjim stijenkama arterija. Kvercetin također sprječava zgrušavanje krvi, a time i stvaranje krvnih ugrušaka. 

## Moguća djelovanja

### Alergije
Neki znanstvenici vjeruju kako je kvarcetin antihistamink i da blagotvorno djeluje kod liječenja peludne groznice u kombinaciji s bioflavonoidima iz agruma. Kvercetin djeluje kao prirodni antihistaminik tako što blokira H1 receptor na mastocitima, koji su odgovorni za oslobađanje histamina. Time kvercetin sprječava histamin da se veže za ove receptore i pokreće alergijski odgovor.

### Upale
Kvercetin potiskuje stvaranje tvari odgovornih za širenje upalnih bolova kod poremećaja poput reumatskog artritisa i kolitisa. Znanstvena studija koja govori tome u prilog, a obavljena na sveučilištu Cornellukazuje na djelovanje kvercetina prilikom stišavanja i ublažavanja upalnih procesa, ova studija je pokazala da Flavonoidi iz soka grejp-futa, sprječavaju stvaranje enzima koji guši kortizon, prirodno protuupalno sredstvo stvoreno vlastitim tjelesnim mehanizmima protiv bolova.

### Srčane bolesti
Sprovedeno je nekoliko opsežnih istraživanja, a vezano za kvercetin i srčane bolesti. Kvercetin možda ima bolje djelovanje od vitamina E u onesposobljavanju opasnog kolesterola u šteti koju može nanijeti srcu i krvožilnom sustavu. Zaključak tih istraživanja glasi: "Veća konzumirana količina kvercetina u posebnom je srazmjeru s manjom opasnošću od bolesti srca i infarkta.

### Karcinom
Sprovedeni su pokusi na životinjama i ljudima. Zaključak je da kvercetin usporava razvoj tumora i napredovanje različitih vrsta karcinoma. Kod ljudi zaustavlja rast leukemijskih stanica i usporava razvoj raka dojke. Kvercetin može preventivno djelovati ili liječiti rak debelog crijeva, a možda i raka jednjaka te raka endometrija.